# Forgotten Anami
Forgotten Anami war eine österreichische Alternative-Metal-Band aus Wien.

## Geschichte
Die Band wurde von Mario Soradi (Gitarre) und Michael Astleithner (Schlagzeug) 2003 gegründet. Nach mehrmaligem Bassistenwechsel stieß Sebastian Heilig als letztes Mitglied zur Gruppe. Sie veröffentlichte bis 2005 drei Demos und verzeichnete einige erfolgreiche Auftritte, zudem war sie am Metalcamp in Tolmin, Slowenien, vertreten. Nach der Fertigstellung des Debütalbums Ridden With Guilt sowie dem Videodreh zur ersten geplanten Singleauskopplung zum Lied The Tribute löste sich Forgotten Anami wegen persönlicher Differenzen auf.
Ridden With Guilt wurde zwei Jahre später durch das Independent-Label PaintTheDevil Records weltweit veröffentlicht.

## Diskografie
- 2004: Revenge of Faith (Demo)
- 2004: Soul | Evil (Demo)
- 2005: Mirror of Confession (Demo)
- 2007: Ridden With Guilt (Album, 2010 Release via PaintTheDevil Records)